# Ut sementem feceris, ita metes
La locuzione latina ut sementem feceris, ita metes (letteralmente "come avrai seminato, così mieterai") è usata per evidenziare la prevedibilità delle conseguenze di determinate azioni umane, svolgendo l'eziologia di un effetto in genere sgradito come responsabile dello stesso che lo patisce per averlo egli stesso causato indirettamente ma appunto prevedibilmente.
La formulazione evidenzia il rapporto di anteriorità del verbo seminare, rispetto all'azione del mietere, che appare molto più formale in latino tramite l'uso della consecutio temporum rispetto alla traduzione italiana: si raccoglierà infatti ciò che si sarà seminato prima, a significare che c'è sempre un rapporto di causa-effetto tra le azioni compiute dall'uomo.
La locuzione in oggetto appare nel trattato De oratore (2, 65, 261) di Cicerone. Il contesto della frase è il seguente:
"Dimmi allora, Pinario: – chiede – se io dirò qualche cosa contro di te, tu parlerai male di me come hai fatto con altri?"
"Mieterai – afferma Pinario – ciò che avrai seminato".
Tale espressione è stata usata con forme poco dissimili anche e precedentemente da Aristotele, Retorica (1406b, 10); da Platone, Fedro (260cd) ed altri: Antifonte, Gorgia e Gregorio di Cipro.
Nella Bibbia (Osea 8, 7) si trova il proverbio "chi semina vento raccoglie tempesta" (in latino qui ventum seminabunt et turbinem metent), che è riferito alle conseguenze inevitabilmente di segno negativo generate da chi agisce in maniera iniqua e che si manifesteranno in misura maggiore rispetto alle azioni malvagie compiute.